# 레인 크로퍼드
레인 크로퍼드(영어: Lane Crawford, 중국어: 零哥霍)는 중국 홍콩의 백화점 체인이다.